# 1988年イギリス労働党党首選挙

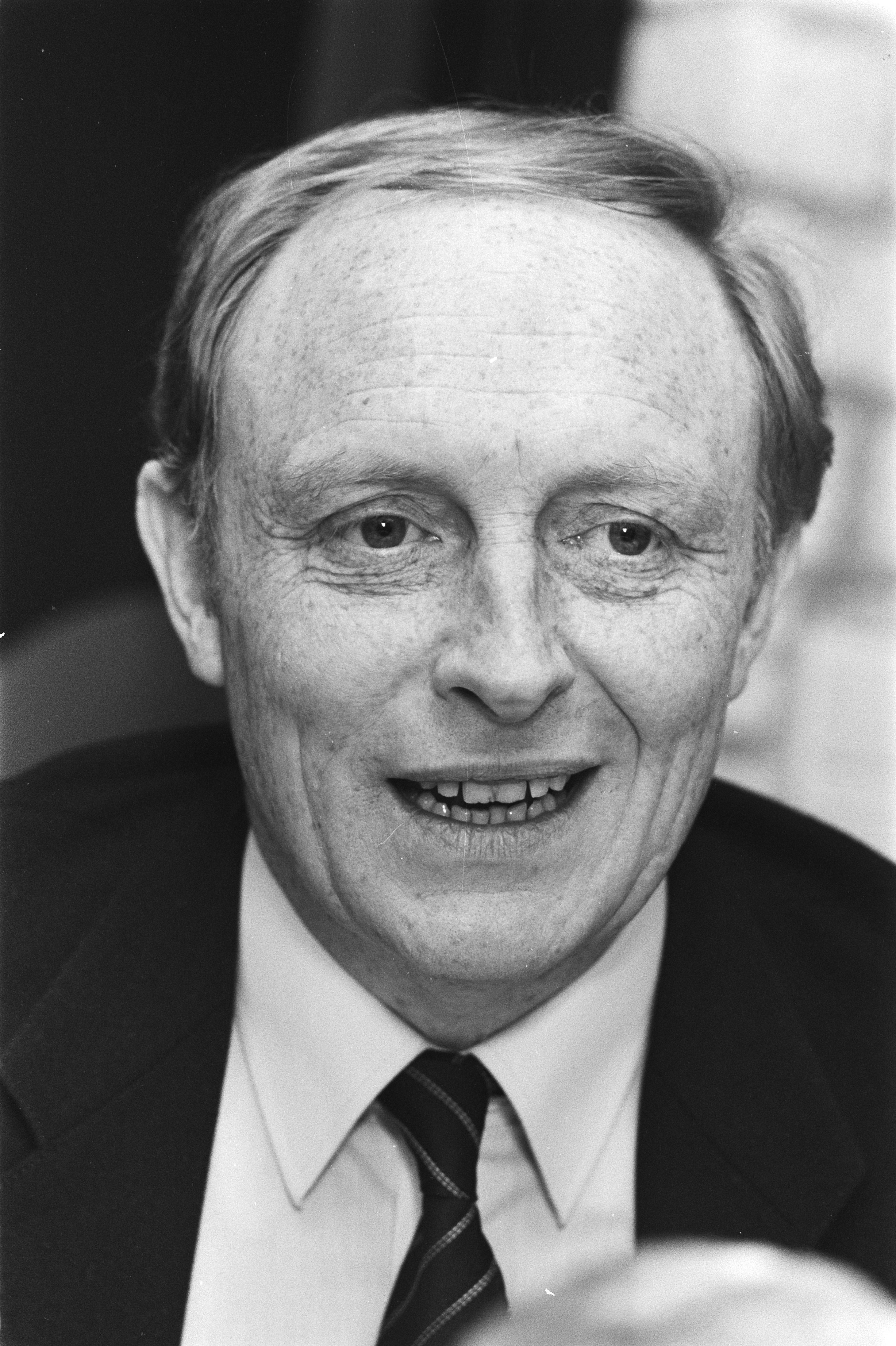
ニール・キノック

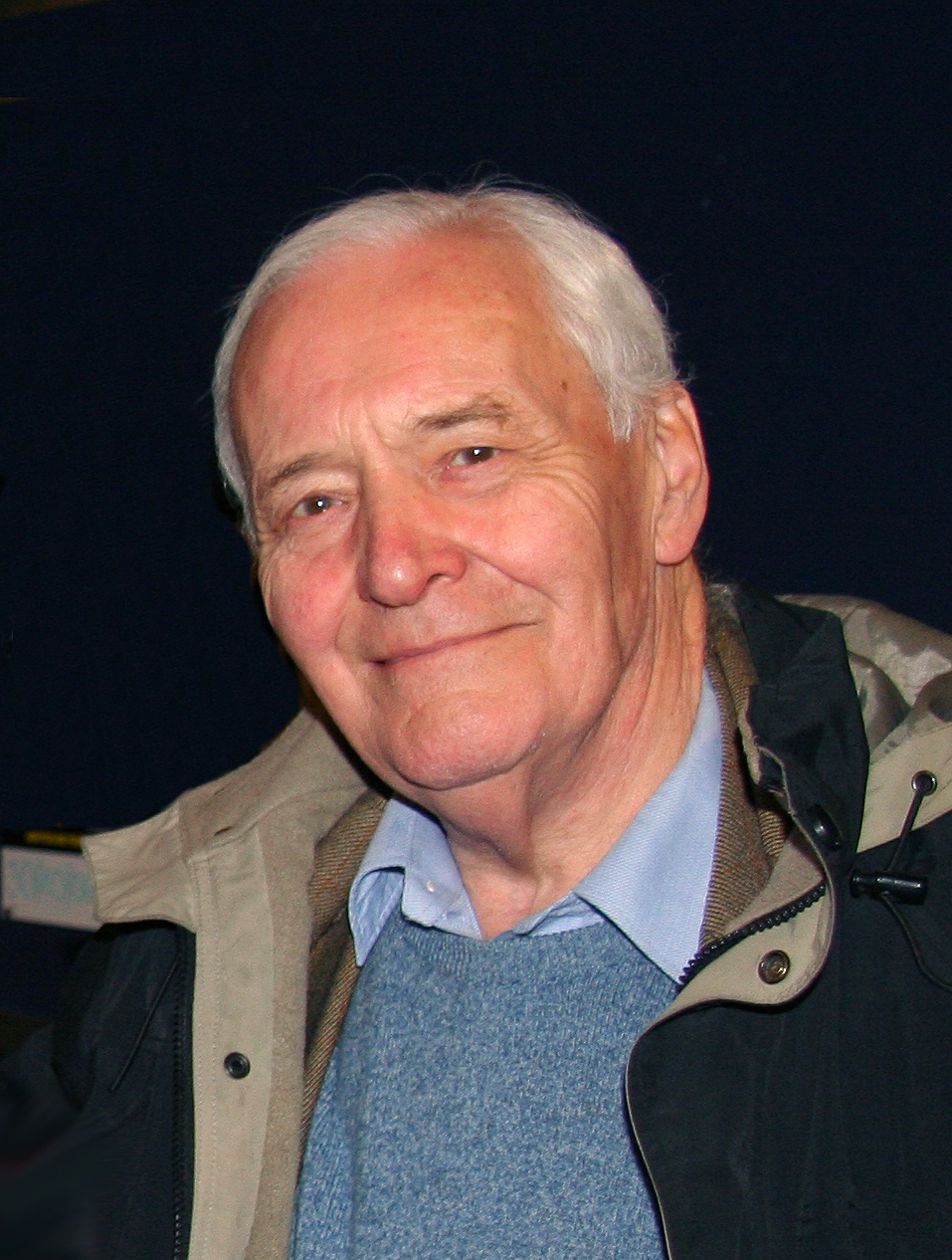
トニー・ベン

1988年イギリス労働党党首選挙（Labour Party leadership election of 1992）はイギリスの政党、労働党の党首を決定した選挙。投票は1988年10月2日に行われ、党首ニール・キノックが再選を果たした。

## 党首選挙
党首選には、現党首のニール・キノックが再選を目指して出馬したほか、トニー・ベン元エネルギー相が出馬した。キノックが左派の支配を嫌い、労働党の中道化を目指す改革派であるのに対し、ベンは党内極左派の代表格であった。
党首選は、労働党が1981年以降採用しているシステムにのっとり、労働党の庶民院議員、欧州議会議員の票、労働党員の票を30%ずつ、労働党系列の3つの労働組合員の票を40%にふりわけた投票で行われた。
| 候補者           | 労働組合票 | 党員票 | 議員票 | 総合  |
| ---------------- | ---------- | ------ | ------ | ----- |
| ニール・キノック | 39.7%      | 24.1%  | 24.8%  | 88.6% |
| トニー・ベン     | 0.3%       | 5.9%   | 5.2%   | 11.4% |

圧倒的得票により、ニール・キノックが再選を果たした。結局、彼は1983年から、1992年の総選挙での敗北の責任を取って辞任するまで党首の座に留まり続けた。